# Mestna avtobusna linija št. 6B (Ljubljana)
Mestna avtobusna linija številka 6B BEŽIGRAD – NOTRANJE GORICE je ena izmed 33 avtobusnih linij javnega mestnega prometa v Ljubljani. Poteka v smeri sever - jug po najprometnejših ljubljanskih cestah in povezuje Bežigrad, Bavarski dvor, Vič, Dolgi most, Brezovico pri Ljubljani, Vnanje Gorice in Notranje Gorice.

## Zgodovina
V načrtih širitve MPP je bilo že konec 70. let 20. stoletja predvideno, da bi progo št. 6 podaljšali do Brezovice. Obračališče je bilo predvideno pri gostilni Gorjanc, vendar je do realizacije prišlo skoraj trideset let kasneje. Mestni avtobus je na Brezovico pripeljal 31. marca 2008, ko je pričela z obratovanjem linija št. 6B, sprva kot izpeljanka linije št. 6. Ob delavnikih je približno vsak četrti avtobus z Dolgega mosta nadaljeval vožnjo do novega obračališča Vnanje Gorice. Podaljšek linije je bil označen kot št. 6B Črnuče – Vnanje Gorice. 6. decembra 2008 so na tej liniji zaradi večjega števila potnikov uvedli obratovanje tudi ob sobotah, nedeljah in praznikih. 16. januarja 2012 je bila trasa linije 6B podaljšana od Vnanjih Goric za 3 kilometre do Notranjih Goric, kjer sta bili vzpostavljeni tudi dve novi parkirišči P+R. 1. februarja 2012 je bilo v Notranjih Goricah zaradi uskladitve voznih redov omogočeno prestopanje na integrirani avtobusni liniji št. 43 (Notranje Gorice – Podpeč – Preserje/Krimom) in 44 (Notranje Gorice – Podpeč – Preserje/Krimom – Rakitna).
1. maja 2014 pa je bila linija št. 6B zaradi predolge trase in številnih zamud skrajšana do Bežigrada in odcepljena od linije št. 6. Samostojna linija je v taki obliki obratovala do 12. decembra 2016, ko je bila spremenjena trasa na območju Bežigrada. Zaradi v prometnih konicah preobremenjenega končnega postajališča na Železni cesti (tu imajo urejeno končno postajališče še linije 3G, 11B, 12, in 12D) so traso linije speljali v obratni smeri. Končno postajališče je po novem tako na nasprotni strani ceste, izločeno je bilo postajališče Navje. Sprememba je lahko nastala šele po rekonstrukciji križišča Vilharjeva - Dunajska, ki je omogočila zavijanje vozil z Vilharjeve tudi v smeri centra mesta.

## Trasa
- smer BEŽIGRAD – NOTRANJE GORICE: Železna cesta - Vilharjeva cesta - Dunajska cesta - Slovenska cesta - Aškerčeva cesta - Tržaška cesta (Ljubljana) - Tržaška cesta (Brezovica) - Podpeška cesta.
- smer NOTRANJE GORICE – BEŽIGRAD: Podpeška cesta - Tržaška cesta (Brezovica) - Tržaška cesta (Ljubljana) - Aškerčeva cesta - Slovenska cesta - Dunajska cesta - Linhartova cesta - Železna cesta.

## Režim obratovanja
Linija obratuje vse dni v letu, tj. ob delavnikih, sobotah, nedeljah in praznikih. Na obračališču NOTRANJE GORICE je omogočen časovno usklajen prestop na zaledni medkrajevni avtobusni liniji 43 in 44 proti Preserjam in Rakitni.

### Preglednice časovnih presledkov v minutah
| ura           | interval (minute) | interval (minute) |
| ura           | 1.9. - 30.6.      | 1.7. - 31.8.      |
| 4.55 - 6.00   | 35                | 35                |
| 6.00 - 6.45   | 15                | 25                |
| 6.45 - 7.45   | 11-15             | 25                |
| 7.45 - 12.00  | 25-40             | 50-60             |
| 12.00 - 13.00 | 30                | 50                |
| 13.00 - 14.00 | 20                | 30-40             |
| 14.00 - 16.00 | 15-20             | 25-30             |
| 16.00 - 18.00 | 25-30             | 35-45             |
| 18.00 - 20.30 | 30                | 45                |
| 20.30 - 22.35 | 30-35             | 40                |

| ura           | interval (minute) |
| 5.30 - 8.00   | 70-75             |
| 8.00 - 11.00  | 90-100            |
| 11.00 - 14.00 | 100               |
| 14.00 - 16.00 | 90                |
| 16.00 - 20.30 | 95-100            |
| 20.30 - 22.35 | 85                |

| ura           | interval (minute) |
| 5.40 - 8.10   | 75                |
| 8.10 - 15.30  | 90                |
| 15.30 - 20.15 | 90                |
| 20.15 - 22.35 | 95                |